# Терентий Ртищ
Терентий Ртищ или Ртище — упоминаемый в «Житии Сергия Радонежского» воевода великого князя Московского Ивана Калиты, назначенный им в 1341 году по малолетству своего брата Андрея Ивановича в качестве наместника в Радонеж. Терентий способствовал приезду новых поселенцев, обещая им значительные льготы. Среди привлечённых переселенцев была семья Сергия Радонежского. Возможно, именно от него происходит дворянский род Ртищевых.